# Innoviandes
InnoViandes est un pôle de compétitivité qui concerne la viande et les produits carnés.
Il est constitué de deux structures :  
- Le Groupement d'Intérêt Scientifique Pôle Viande : il concentre plus de 75 % des moyens de recherche publics dans le domaine de la viande et des produits carnés
- Le Groupement d'Intérêt Economique Activiandes : il regroupe plus de 80 % des moyens de transfert, de développement, d'innovation et de formation continue dans le domaine de la viande et des produits carnés.

InnoViandes mène des actions dans la recherche, le développement, l'innovation et la formation. 
Sont concernés par ses activités :
- L'ensemble des entreprises,
- Les secteurs de l'abattage, de la découpe, de la transformation et la distribution des viandes ainsi que les secteurs connexes (fournisseurs d'emballage...),
- Toutes les espèces de viande.